# Kwasi Okyere Wriedt
Kwasi Okyere Wriedt (Amburgo, 10 luglio 1994) è un calciatore tedesco naturalizzato ghanese, attaccante del Şanlıurfaspor.

## Caratteristiche tecniche
Centravanti di piede mancino, rapido e potente fisicamente, è bravo tecnicamente e nel gioco di sponda verso i compagni di squadra. Per le sue caratteristiche è stato paragonato a Raúl.

## Carriera

### Club
Il 25 ottobre 2017 ha esordito con il Bayern Monaco in occasione del match di DFB-Pokal vinto ai rigori contro l'RB Lipsia. Il 25 novembre successivo ha esordito in Bundesliga subentrando al 68º minuto a Sebastian Rudy in occasione del match perso 2-1 contro il Borussia M'gladbach.
Il 28 gennaio 2020 firma un contratto triennale con il Willem II, valido a partire dall'estate successiva. Nel mentre, la sua esperienza nel Bayern Monaco II si conclude con la vittoria del campionato e il primato personale per gol realizzati, ben 24.

### Nazionale
Ha giocato nella nazionale ghanese Under-20.
Ha esordito con la nazionale ghanese il 30 maggio 2018 in occasione dell'amichevole vinta 2-0 contro il Giappone.

## Statistiche

### Cronologia presenze e reti in nazionale
| Cronologia completa delle presenze e delle reti in nazionale ― Ghana | Cronologia completa delle presenze e delle reti in nazionale ― Ghana | Cronologia completa delle presenze e delle reti in nazionale ― Ghana | Cronologia completa delle presenze e delle reti in nazionale ― Ghana | Cronologia completa delle presenze e delle reti in nazionale ― Ghana | Cronologia completa delle presenze e delle reti in nazionale ― Ghana | Cronologia completa delle presenze e delle reti in nazionale ― Ghana | Cronologia completa delle presenze e delle reti in nazionale ― Ghana |
| Data                                                                 | Città                                                                | In casa                                                              | Risultato                                                            | Ospiti                                                               | Competizione                                                         | Reti                                                                 | Note                                                                 |
| -------------------------------------------------------------------- | -------------------------------------------------------------------- | -------------------------------------------------------------------- | -------------------------------------------------------------------- | -------------------------------------------------------------------- | -------------------------------------------------------------------- | -------------------------------------------------------------------- | -------------------------------------------------------------------- |
| 30-5-2018                                                            | Yokohama                                                             | Giappone                                                             | 0 – 2                                                                | Ghana                                                                | Amichevole                                                           | -                                                                    | 82’                                                                  |
| 7-6-2018                                                             | Reykjavík                                                            | Islanda                                                              | 2 – 2                                                                | Ghana                                                                | Amichevole                                                           | -                                                                    | 69’                                                                  |
| 28-3-2021                                                            | Kumasi                                                               | Ghana                                                                | 3 – 1                                                                | São Tomé e Príncipe                                                  | Qual. Coppa d'Africa 2021                                            | -                                                                    | 80’                                                                  |
| 25-3-2022                                                            | Kumasi                                                               | Ghana                                                                | 0 – 0                                                                | Nigeria                                                              | Qual. Mondiali 2022                                                  | -                                                                    | 90+2’                                                                |
| 29-3-2022                                                            | Abuja                                                                | Nigeria                                                              | 1 – 1                                                                | Ghana                                                                | Qual. Mondiali 2022                                                  | -                                                                    | 90’                                                                  |
| 5-6-2022                                                             | Luanda                                                               | Rep. Centrafricana                                                   | 1 – 1                                                                | Ghana                                                                | Qual. Coppa d'Africa 2023                                            | -                                                                    | 86’                                                                  |
| Totale                                                               |                                                                      | Presenze                                                             | 6                                                                    |                                                                      | Reti                                                                 | 0                                                                    |                                                                      |

## Palmarès

### Club

#### Competizioni nazionali
- Campionato tedesco: 2

Bayern Monaco: 2017-2018, 2019-2020
- 3. Liga: 1

Bayern Monaco II: 2019-2020

### Individuale
- Capocannoniere della 3. Liga: 1

2019-2020 (24 gol)